# Johannes Rauch (Politiker, 1971)

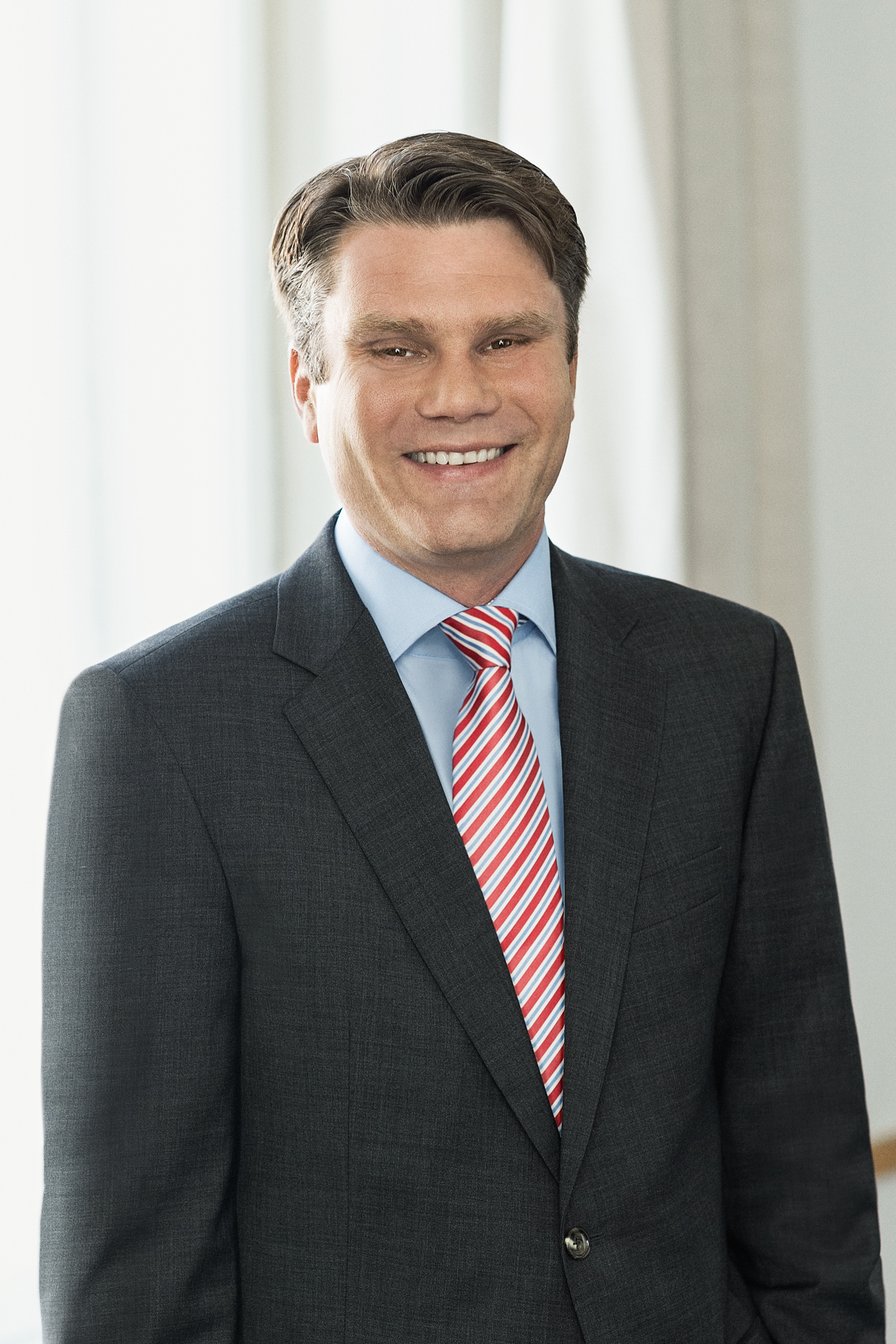
Hannes Rauch (2013)

Johannes Rauch (* 3. August 1971 in Innsbruck, meist kurz Hannes Rauch) ist ein österreichischer Politiker (ÖVP) und war von 2008 bis 2011 Abgeordneter zum Tiroler Landtag.
Zwischen April 2011 und Dezember 2013 war Rauch Generalsekretär der Österreichischen Volkspartei. Von Oktober 2013 bis November 2017 war er Nationalratsabgeordneter und Sportsprecher der ÖVP.

## Ausbildung und Beruf
Ausbildung
Rauch besuchte von 1977 bis 1981 die Volksschule in Kufstein, wo er aufwuchs und heute lebt. Danach besuchte er ab 1981 das Bundesgymnasium Kufstein, das er 1989 mit der Matura abschloss.
Er studierte von 1989 bis 2000 Rechtswissenschaft und von 2000 bis 2002 Politikwissenschaft an der Universität Innsbruck. Rauch schloss sein Studium 2002 mit dem akademischen Grad Mag. phil. ab. Während seiner Schulzeit trat er der katholischen Schülerverbindung K.Ö.St.V. Cimbria-Kufstein im MKV bei und während seiner Studentenzeit wurde er Mitglied der katholischen Studentenverbindung AV Austria Innsbruck im ÖCV.
Beruf
- Generalsekretär der ÖVP, Österreichische Volkspartei 1. Mai 2011 bis 31. Dezember 2013
- Angestellter, PEMA Gruppe seit dem 1. Jänner 2014

Er war Präsident des FC Kufstein, im Juni 2022 wurde er nach dem Rücktritt von Kevin Radi als Präsident des FC Wacker Innsbruck kooptiert. Des Weiteren war er von 2022 bis 2023 für verschiedene Unternehmen von Patrick Landrock – einem Unternehmer und Investor – tätig, welcher auch als Sponsor des FC Wacker Innsbruck agierte.

## Politik
Rauch stieg durch die Junge Volkspartei in die Politik ein und war Landessekretär der JVP Tirol.
Von 2001 bis 2003 arbeitete er als Pressesprecher der Tiroler Volkspartei. Danach war Hannes Rauch von 2003 bis 2004 als Pressesprecher des Innenministers Ernst Strasser beschäftigt und hatte diese Funktion bis 2006 auch unter dessen Nachfolgerin Liese Prokop inne. Rauch war in der Folge von Juli bis November 2006 Pressesprecher der ÖVP-Bundespartei und übernahm von 2006 bis 2007 die Funktion eines Sektionschef-Stellvertreters im Bundesministerium für Inneres. Ab Oktober 2007 war Rauch Hauptgeschäftsführer der Tiroler Volkspartei. Er vertrat die ÖVP seit dem 1. Juli 2008 im Tiroler Landtag.
Am 19. April 2011 wurde er im Zuge der Neuausrichtung der ÖVP, nachdem der Parteiobmann Josef Pröll aus gesundheitlichen Gründen alle politischen Ämter niederlegte, als neuer Generalsekretär der ÖVP bestellt.
Nach der Nationalratswahl im September 2013 zieht Hannes Rauch über die Bundesliste für die ÖVP in den Nationalrat ein und wird Sportsprecher der ÖVP.
Im Dezember 2013 legte Rauch das Amt als Generalsekretär der ÖVP nieder. Sein Nachfolger in dieser Funktion ist Gernot Blümel.
Chronik der politischen Funktionen
- Mitglied des Landesparteivorstandes der ÖVP Tirol seit dem 1. Oktober 2007
- Stadtparteiobmann der ÖVP Kufstein seit dem 21. Oktober 2010
- Abgeordneter zum Tiroler Landtag 1. Juli 2008 bis Mai 2011
- Mitglied des Bundesparteivorstandes der ÖVP seit dem 1. Mai 2011
- Mitglied des Bezirksparteivorstandes der ÖVP Kufstein seit dem 1. Oktober 2013
- Abgeordneter zum Nationalrat, ÖVP vom  29. Oktober 2013 bis November 2017